# جاي شون
جاي شون (بالإنجليزية: Jay Sean) إسمه الحقيقي كامانجيت سينغ جهوتي (بالإنجليزية: Kamaljit Singh Jhooti) ولد في 26 مارس 1979 في لندن في بريطانيا العظمى ويلقب بجاي شون هو مغني بريطاني (مغني RNB) ينحدر من اصول آسيويه، وهو هندي الاصل. غنى مع مغنيين كبار مثل ليل وين الذي غنى معه اغنيتي Hit the lights و Down التان حققتا نجاحا كبيرا. كما شارك Every little part of me مع اليشا ديكسون وحققت هذه الأغنية أيضا نجاحاً كبيرا.

## روابط خارجية
- جاي شون على موقع IMDb (الإنجليزية)
- جاي شون على موقع ميوزك برينز (الإنجليزية)
- جاي شون على موقع إن إن دي بي (الإنجليزية)
- جاي شون على موقع أول ميوزيك (الإنجليزية)
- جاي شون على موقع ديسكوغز (الإنجليزية)
- جاي شون على موقع قاعدة بيانات الفيلم (الإنجليزية)